# Racine Motor Vehicle Company

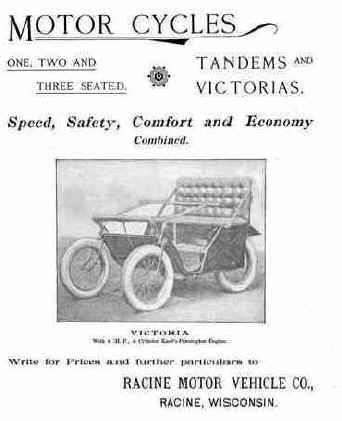
Anzeige für den Kane-Pennington Victoria

Racine Motor Vehicle Company war ein US-amerikanischer Hersteller von Automobilen und Motoren. Es findet sich auch die Firmierung Kane-Pennington Company.

## Unternehmensgeschichte
Thomas Kane stellte in Racine in Wisconsin mit seiner Thomas Kane & Company ursprünglich Möbel und Stationärmotoren her. Edward Joel Pennington war als Tüftler und Erfinder in der Automobilbranche aktiv und die treibende Kraft hinter der Automarke Pennington. 1895 schlossen sie sich zusammen und gründeten das gemeinsame Unternehmen zur Automobil- und Motorenproduktion. Der Markenname lautete Kane-Pennington.
Pennington plante, mit vier oder sechs Fahrzeugen am Times-Herald Contest im November 1895 teilzunehmen. Eine Quelle sagt, dass sie die Startlinie nicht erreichten. Eine andere Quelle gibt an, dass sie nicht zu den offiziellen Startern gehörten. Allerdings gibt es Hinweise darauf, dass zwei Fahrzeuge am Startort erschienen, aber nicht am Rennen teilnahmen. Im November 1895 verließ Pennington das Unternehmen.
Die Fahrzeuge bewährten sich nicht. 1896 endete die Produktion.
Insgesamt entstanden nur wenige Fahrzeuge. Eine Quelle meint, dass es wohl nur zwei oder drei Stück waren.

## Fahrzeuge
Einige Fahrzeuge waren offene Zweisitzer. Außerdem gab es Ausführungen als Vis-à-vis. Die Basis bildeten zwei Fahrradrahmen vom Typ Damenrad. Dazwischen war eine Plattform. Zwei kleine Motoren im Heck wurden zusammengekoppelt und trieben die Hinterachse an.
Eine andere Quelle nennt einen Vierzylindermotor mit 4 PS Leistung.